# Amastus incertus
Amastus incertus är en fjärilsart som beskrevs av M.Gaede 1928. Amastus incertus ingår i släktet Amastus och familjen björnspinnare. Inga underarter finns listade i Catalogue of Life.